# Női 69 kg-os súlyemelés a 2008. évi nyári olimpiai játékokon
A 2008. évi nyári olimpiai játékokon a súlyemelés női 69 kg-os versenyszámát augusztus 13-án rendezték.
A versenyen a kínai Liu Csun-hung szakításban és lökésben is világcsúcsot ért el, így összesített eredménye is világrekord lett. 2017-ben azonban doppingvétség miatt törölték eredményét. Hasonló okok miatt törölték az ukrán Natalija Davidova eredményét is.

## Rekordok
A versenyt megelőzően a következő rekordok voltak érvényben:
| Világrekord     | Szakítás    | Okszana Szlivenko (RUS) | 123 kg   | Santo Domingo, Dominikai Köztársaság | 2006. október 4.     |
| Világrekord     | Lökés       | Zarema Kaszajeva (RUS)  | 157 kg   | Doha, Katar                          | 2005. november 13.   |
| Világrekord     | Összesített | Okszana Szlivenko (RUS) | 276 kg   | Csiangmaj, Thaiföld                  | 2007. szeptember 24. |
| Olimpiai rekord | Szakítás    | Liu Csun-hung (CHN)     | 122,5 kg | Athén, Görögország                   | 2004. szeptember 18. |
| Olimpiai rekord | Lökés       | Liu Csun-hung (CHN)     | 152,5 kg | Athén, Görögország                   | 2004. szeptember 18. |
| Olimpiai rekord | Összesített | Liu Csun-hung (CHN)     | 275 kg   | Athén, Görögország                   | 2004. szeptember 18. |

A versenyen új világ- és olimpiai rekord született, amelyet később doppingvétség miatt töröltek.
| Világrekord | Szakítás    | Liu Csun-hung (CHN) | 128 kg | Peking, Kína | 2008. augusztus 13. |
| Világrekord | Lökés       | Liu Csun-hung (CHN) | 158 kg | Peking, Kína | 2008. augusztus 13. |
| Világrekord | Összesített | Liu Csun-hung (CHN) | 286 kg | Peking, Kína | 2008. augusztus 13. |

## Eredmények
Az eredmények kilogrammban értendők. A rövidítések jelentése a következő:
- WR: világrekord
- DNF: érvényes kísérlet nélkül

### Végeredmény
| H     | Név                 | Nemzet                 | Cs | Súly  | Szakítás | Szakítás | Szakítás | Szakítás | Lökés | Lökés | Lökés | Lökés  | Össz.  |
| H     | Név                 | Nemzet                 | Cs | Súly  | 1        | 2        | 3        | E        | 1     | 2     | 3     | E      | Össz.  |
| ----- | ------------------- | ---------------------- | -- | ----- | -------- | -------- | -------- | -------- | ----- | ----- | ----- | ------ | ------ |
| Arany | Okszana Szlivenko   | Oroszország (RUS)      | A  | 68,47 | 110      | 115      | 115      | 115      | 136   | 140   | -     | 140    | 255    |
| Ezüst | Leydi Solís         | Kolumbia (COL)         | A  | 67,54 | 99       | 103      | 105      | 105      | 125   | 132   | 135   | 135    | 240    |
| Bronz | Abeer Abdelrahman   | Egyiptom (EGY)         | A  | 69,00 | 100      | 105      | 105      | 105      | 133   | 133   | 136   | 133    | 238    |
| 4.    | Tulia Ángela Medina | Kolumbia (COL)         | A  | 68,63 | 100      | 104      | 106      | 106      | 120   | 124   | 124   | 124    | 230    |
| 5.    | Hanna Bacjuska      | Fehéroroszország (BLR) | A  | 68,65 | 105      | 110      | 110      | 105      | 120   | 126   | 126   | 120    | 225    |
| 6.    | Szaitó Rika         | Japán (JPN)            | A  | 68,65 | 87       | 87       | 90       | 87       | 115   | 120   | 122   | 122    | 209    |
|       | Iriner Jiménez      | Venezuela (VEN)        | A  | 65,33 | 87       | 90       | 93       | 90       | 120   | 120   | 120   | DNF    | DNF    |
|       | Hong Jongok         | Észak-Korea (PRK)      | A  | 68,07 | 103      | 103      | 103      | DNF      | -     | -     | -     | DNF    | DNF    |
| DQ    | Liu Csun-hung       | Kína (CHN)             | A  | 68,87 | 120      | 125      | 128      | 128 WR   | 145   | 149   | 158   | 158 WR | 286 WR |
| DQ    | Natalija Davidova   | Ukrajna (UKR)          | A  | 68,63 | 110      | 113      | 115      | 115      | 130   | 133   | 135   | 135    | 250    |